# Kapelle (Zélande)
Kapelle est une commune et un village des Pays-Bas, dans la province de Zélande, sur la presqu'île de Beveland-du-Sud.

## Localités
La commune est constituée des villages ou hameaux suivants :
- Kapelle, le village le plus important avec 6 887 habitants au 1er janvier 2007 ;

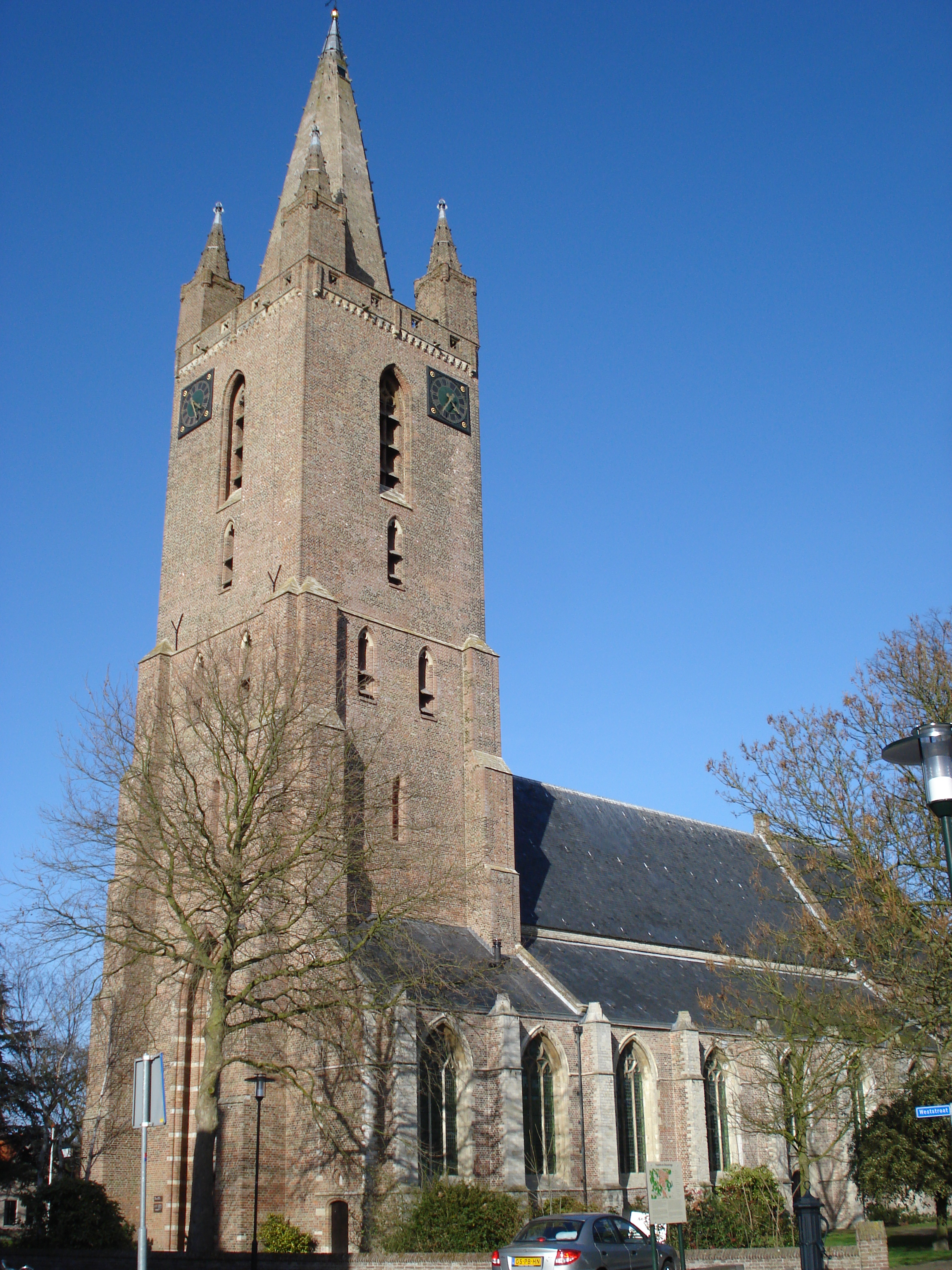
Kapelle, Hervormde Kerk (église réformée)

- Biezelinge ;
- Schore ;
- Eversdijk ;
- Wemeldinge.

## Le cimetière militaire français
Le 16 mai 1940, de vifs combats ont eu lieu à Kapelle entre les troupes allemandes et les unités motorisées françaises qui avaient été appelées à l'aide des Pays-Bas. Le jour suivant, 65 Français de la ( 60eme Division) tombés au champ d'honneur furent mis en terre par la population locale.
Après la Deuxième Guerre mondiale, tous les militaires français tombés au cours de cette guerre aux Pays-Bas ont été réunis à Kapelle. Le 16 mai 1950, le cimetière militaire français a été officiellement inauguré : il se trouve à la limite du village. Y reposent 217 militaires français, vingt militaires marocains tombés sous le drapeau français et un militaire belge.

## L'église réformée
Les parties les plus anciennes du chœur de l'église réformée (Nederlandse Hervormde Kerk) de Kapelle remontent à environ 1300. La nef date de 1427 et a été surélevée vers 1480. Le chœur septentrional est du XVe siècle, la chapelle mortuaire du XVIe siècle. Quant à la sacristie, elle date d'environ 1400. L'église a un mobilier exceptionnel : une chaire de 1600 et une clôture baptismale remontant au milieu du XVIIe siècle. Elle a également une belle tour avec quatre tourelles d'angle bâtie au cours du XIVe siècle et s'élevant sur la place du village.

## Transport
Kapelle possède une gare de Kapelle-Biezelinge sur la ligne de chemin de fer reliant Roosendaal à Flessingue, desservant également Biezelinge.

## Images

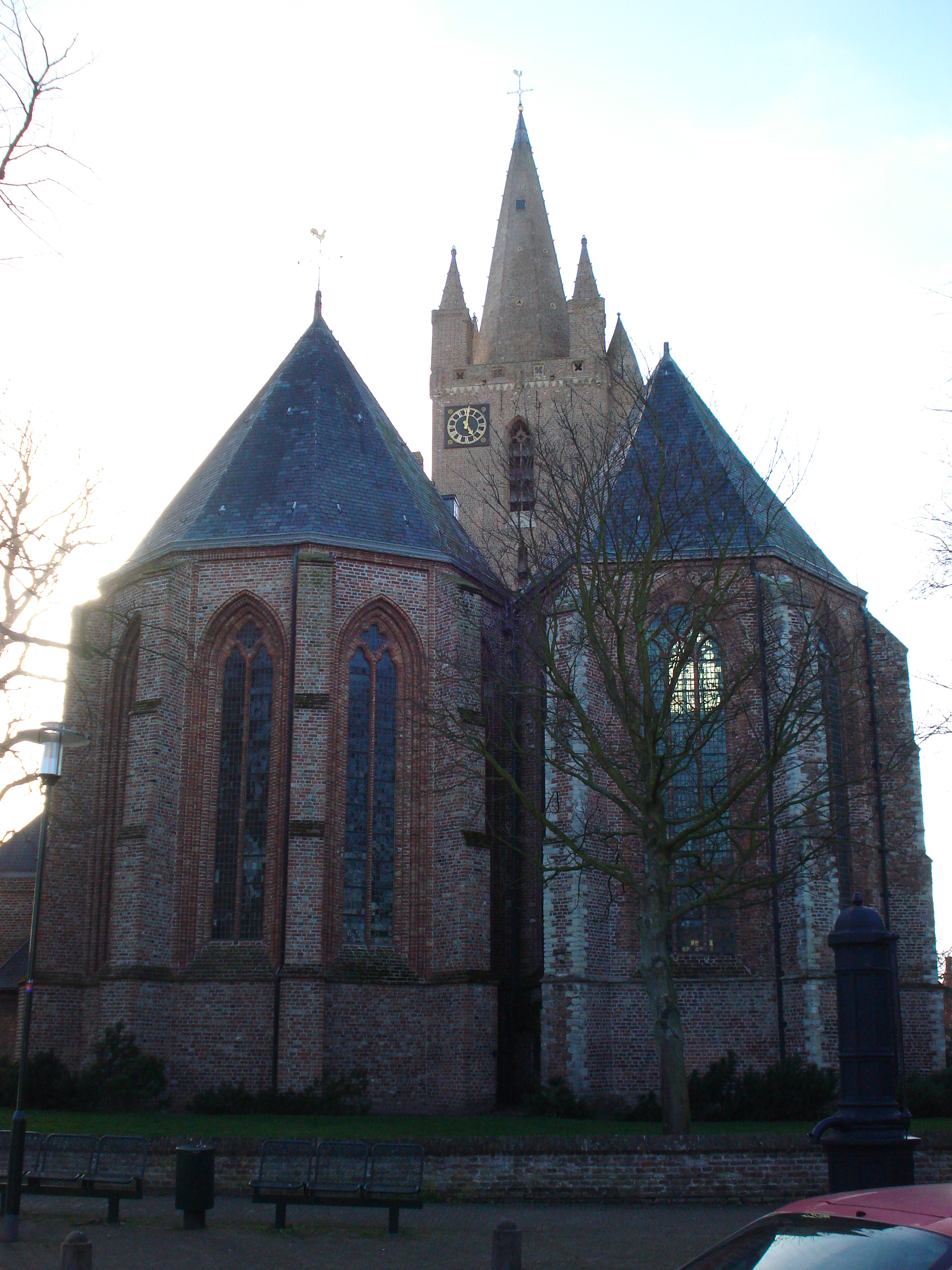
Kapelle, église réformée (Hervormde Kerk)
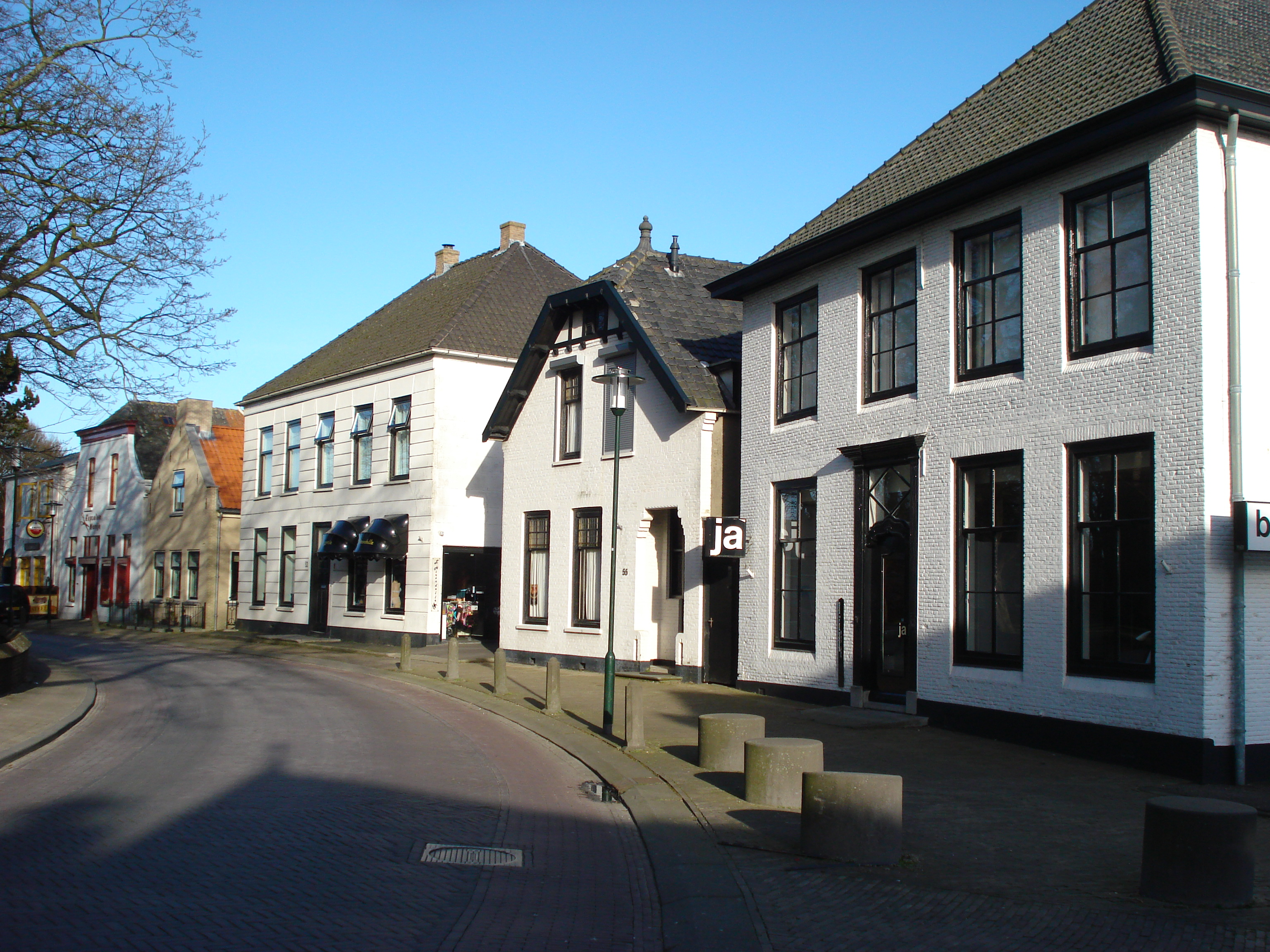
Kapelle, maisons sur la place de l'église
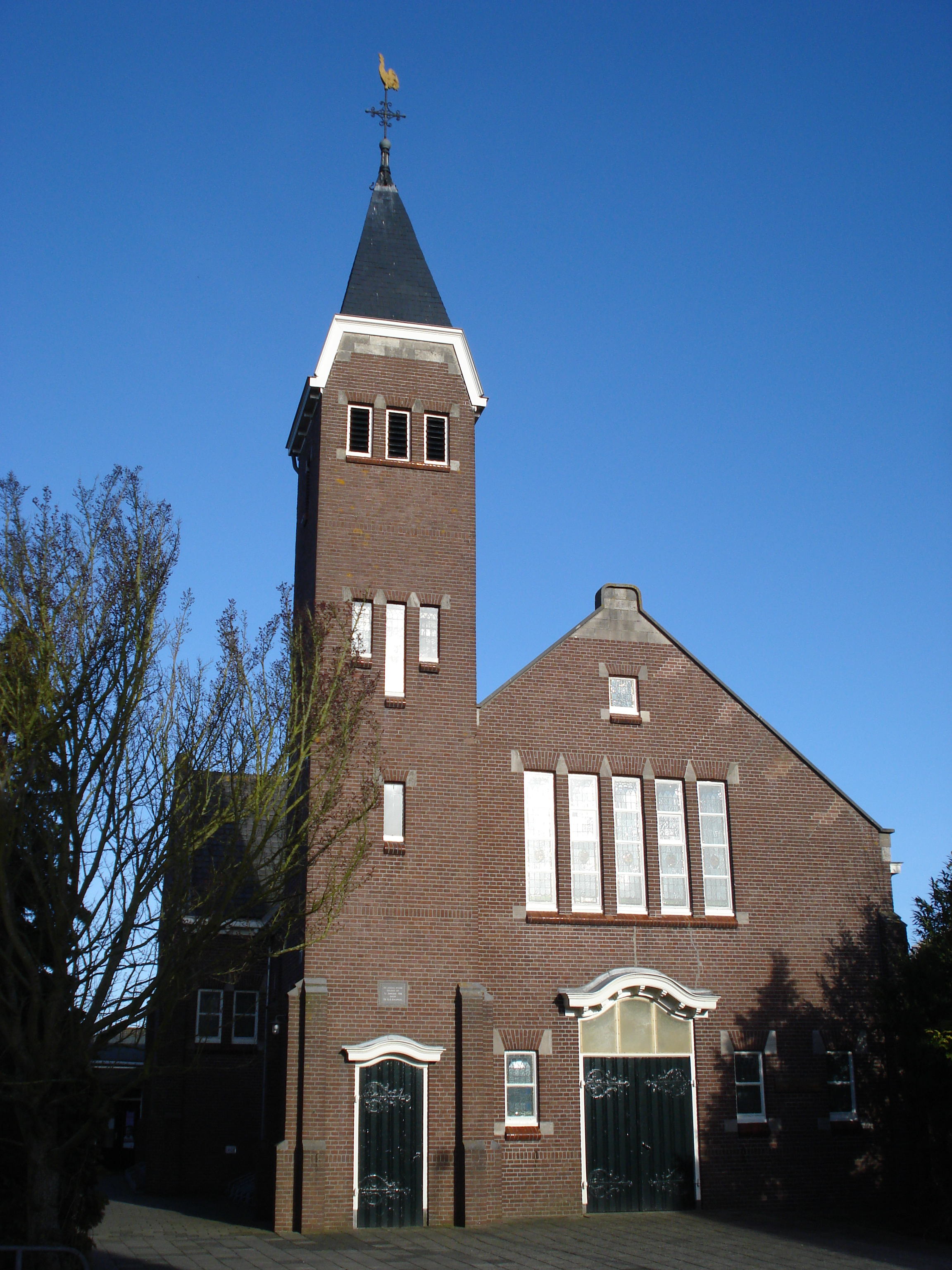
Kapelle, église des réformées (Gereformeerde Kerk)
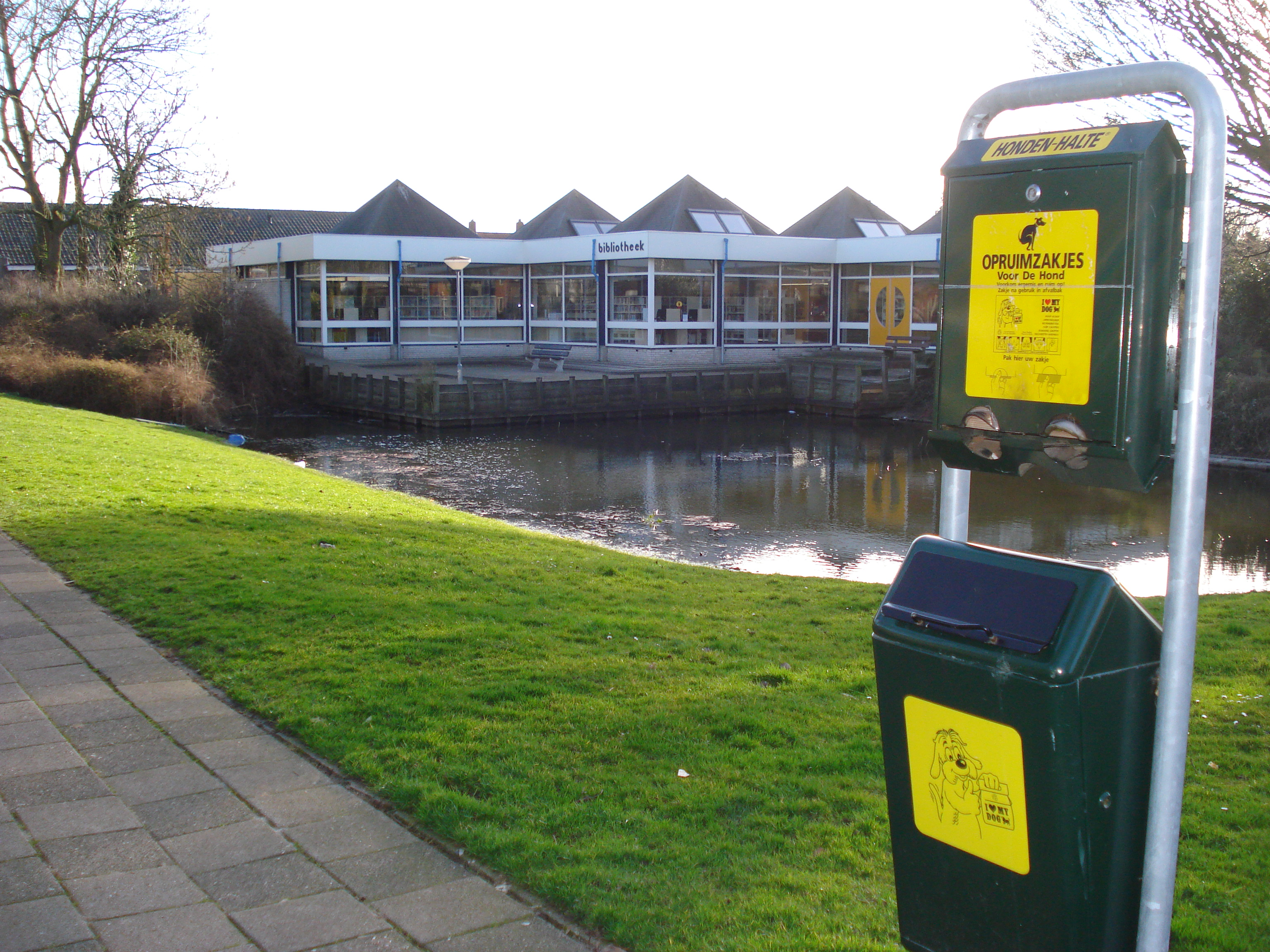
Gemeente Kapelle: bibliothèque
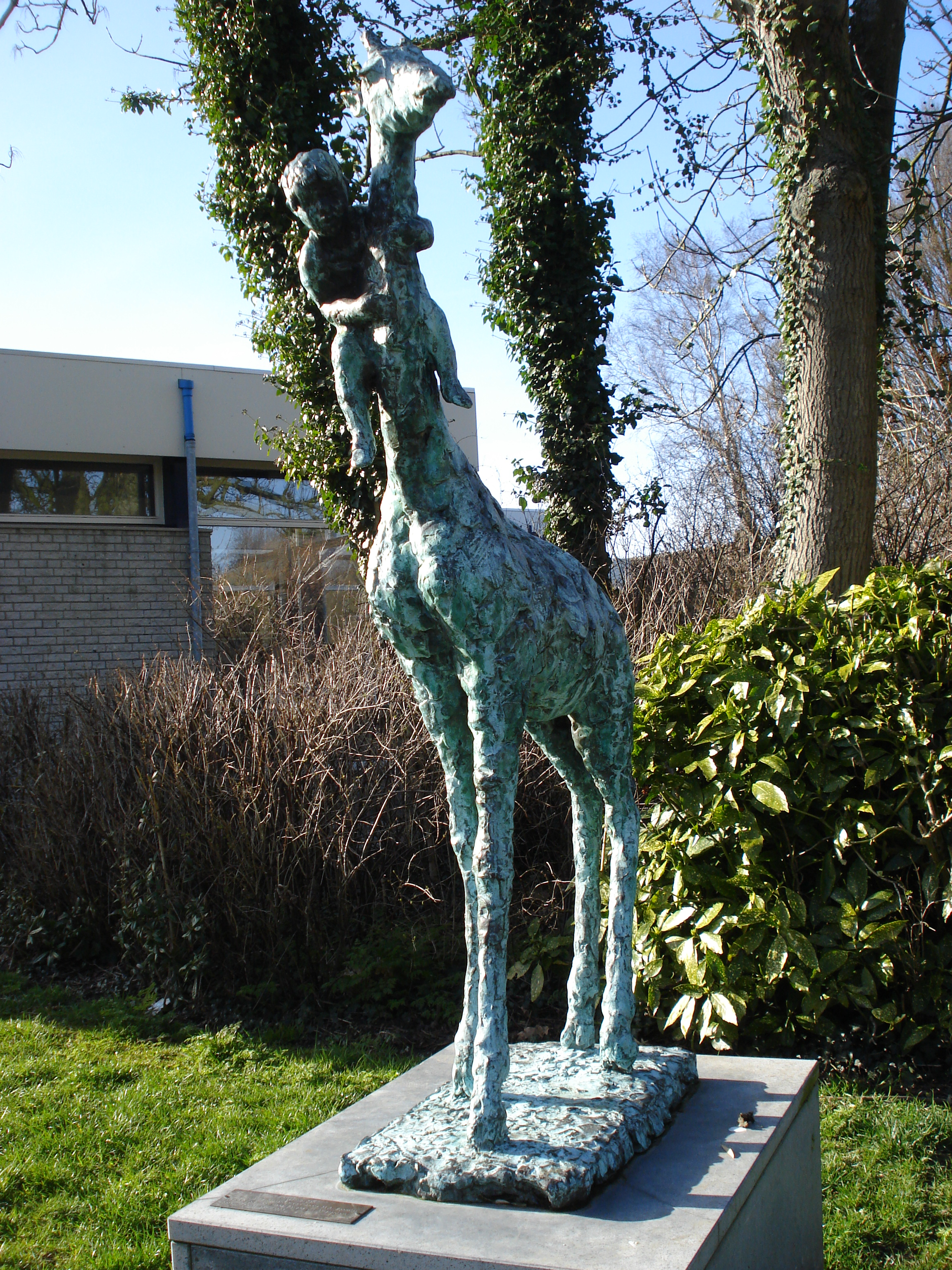
Kapelle, statue 'Dikkertje Dap' d'après le roman d'Annie M.G. Schmidt devant la bibliothèque
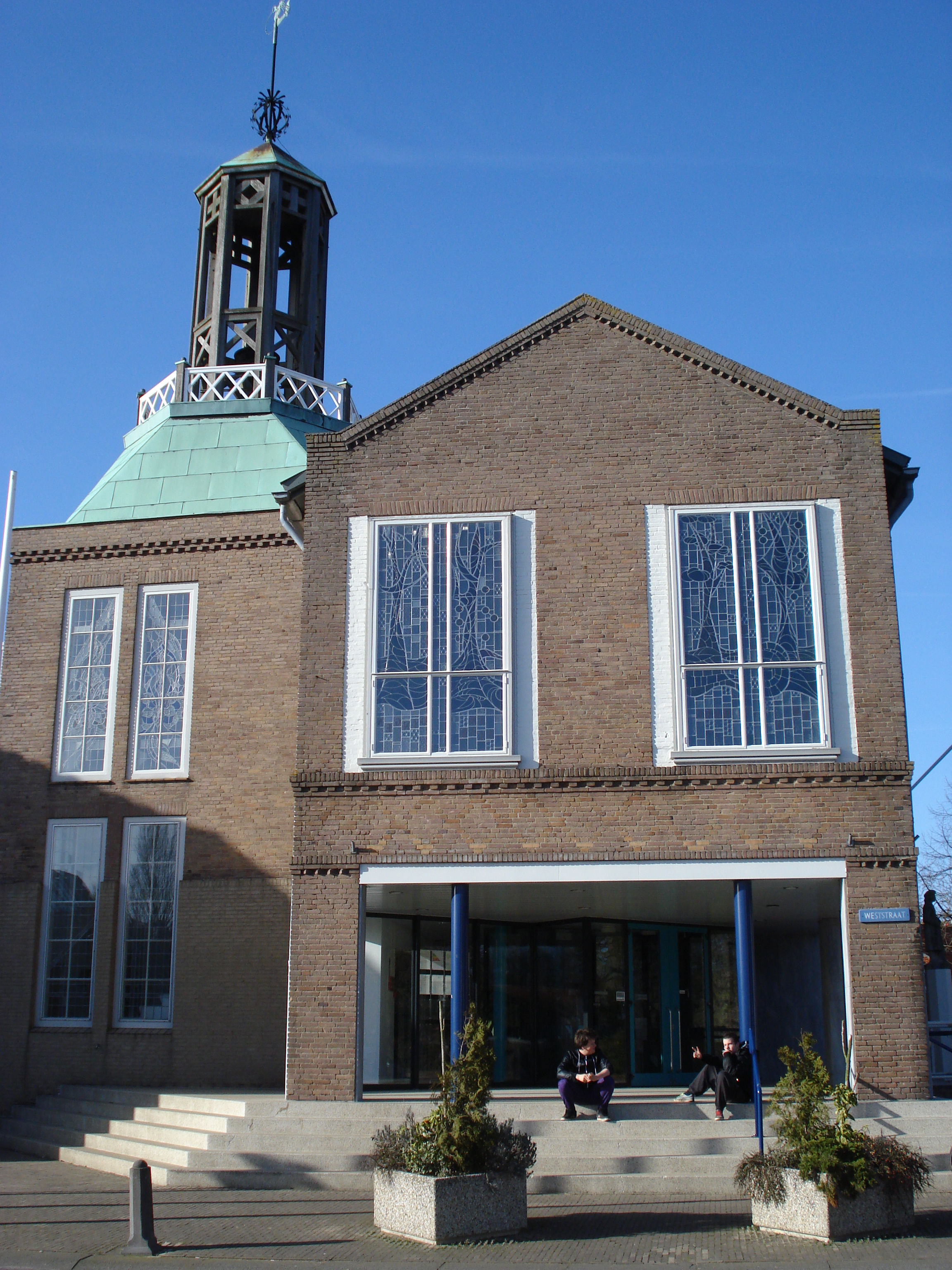
Kapelle, mairie, entrée principale
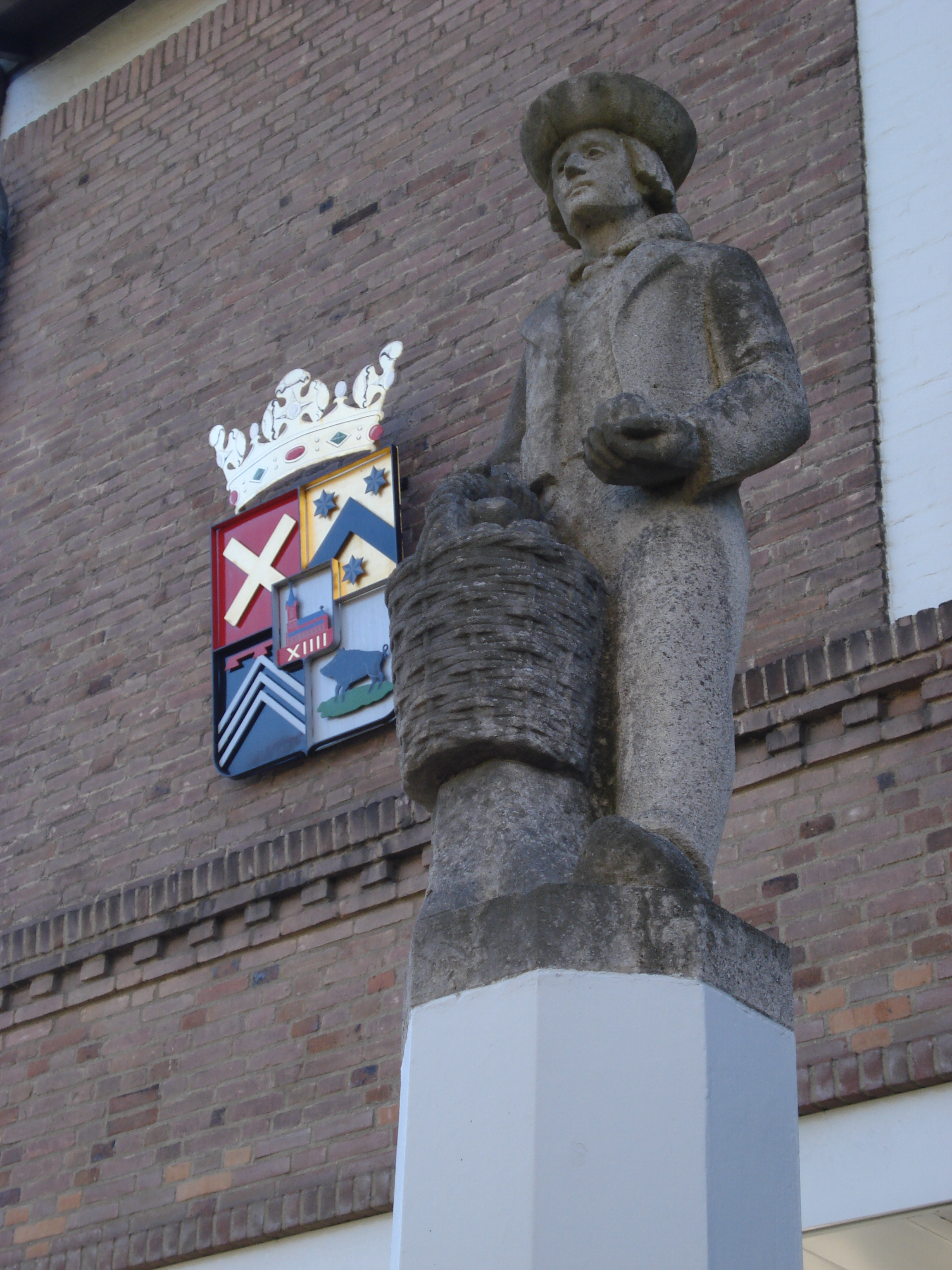
Kapelle: blason sur la mairie et statue du cultivateur de fruits
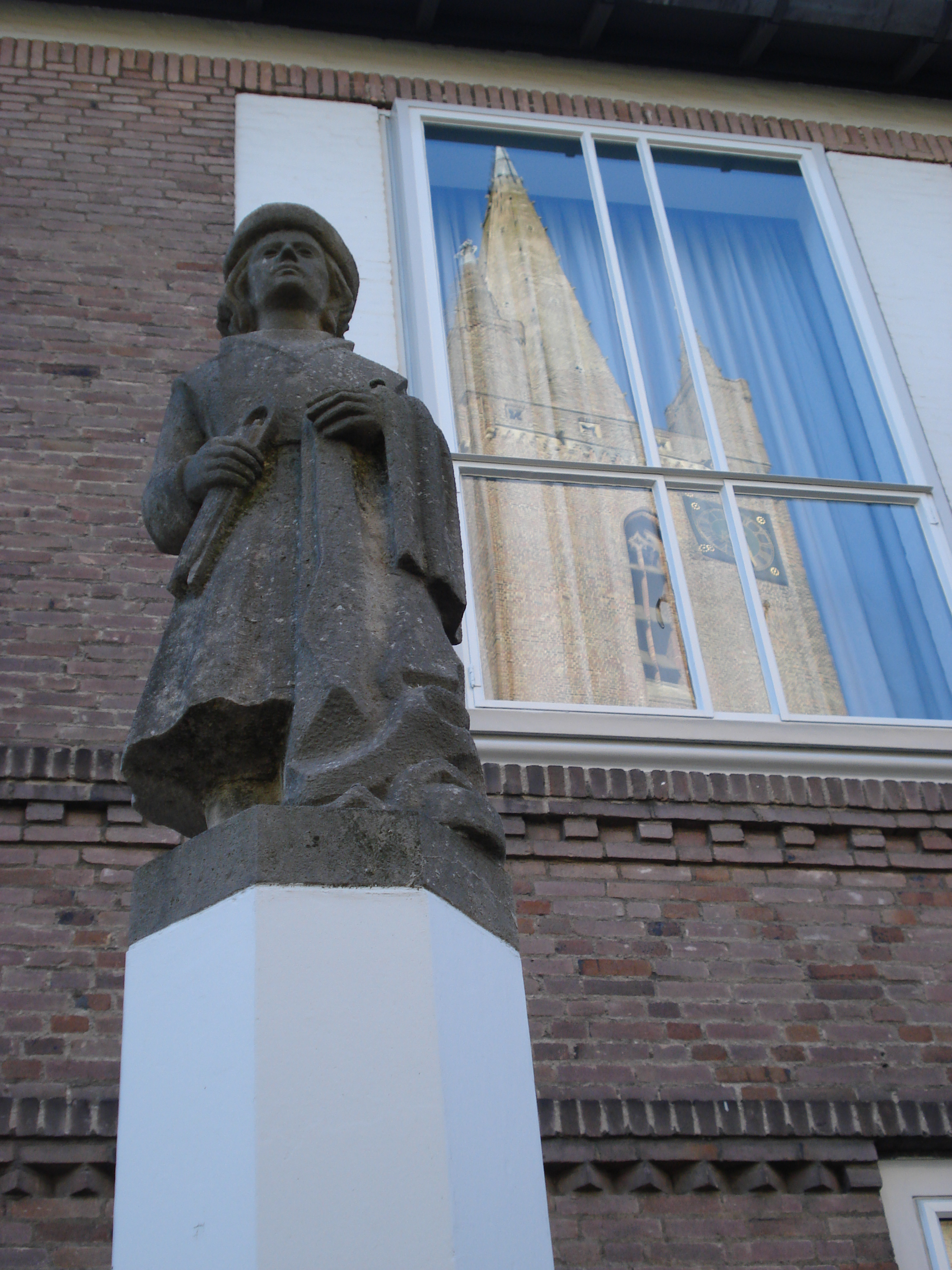
Kapelle: autre statue devant la mairie et réflexion de la Hervormde Kerk
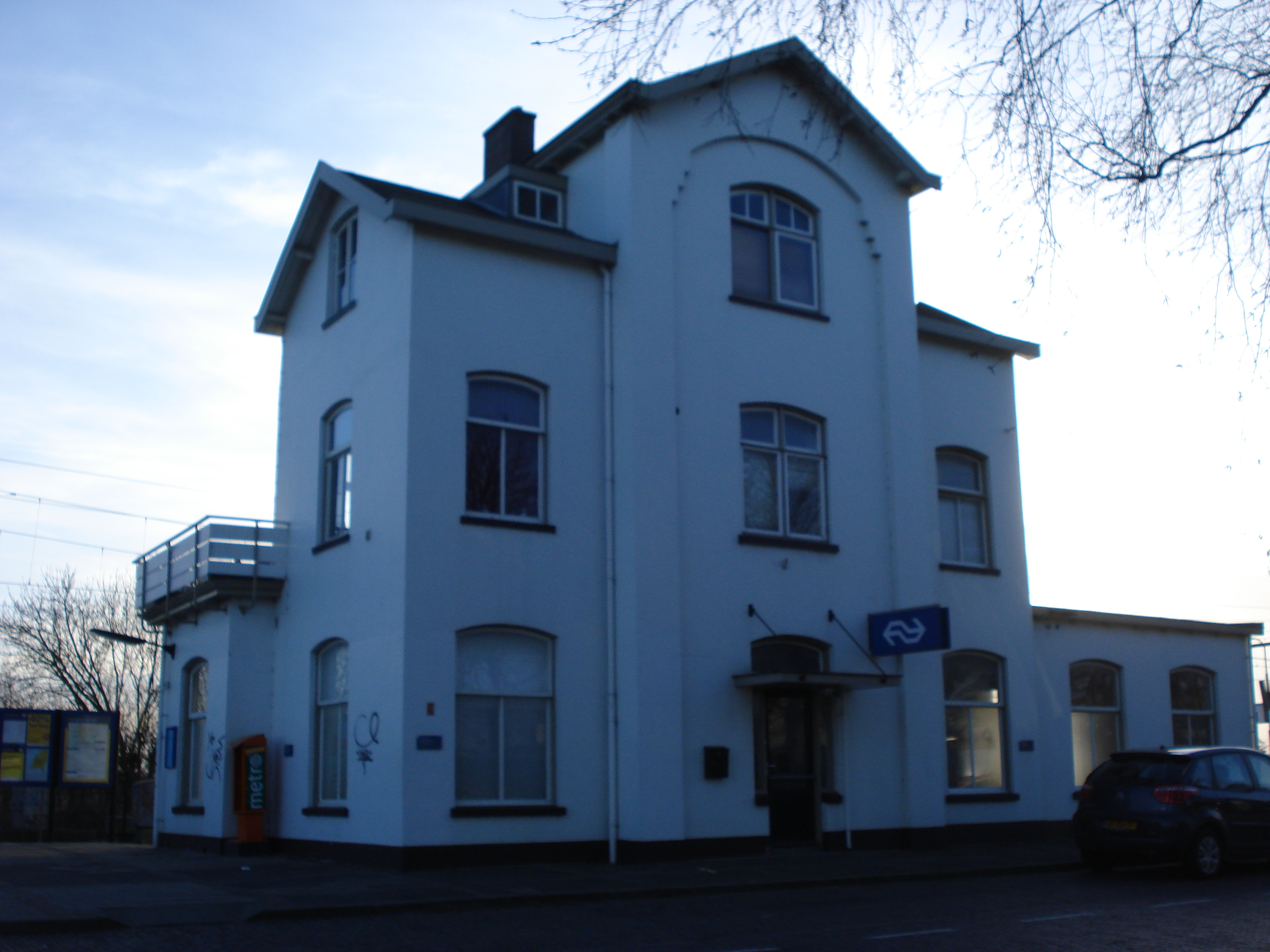
gare NS Kapelle-Biezelinge côté rue
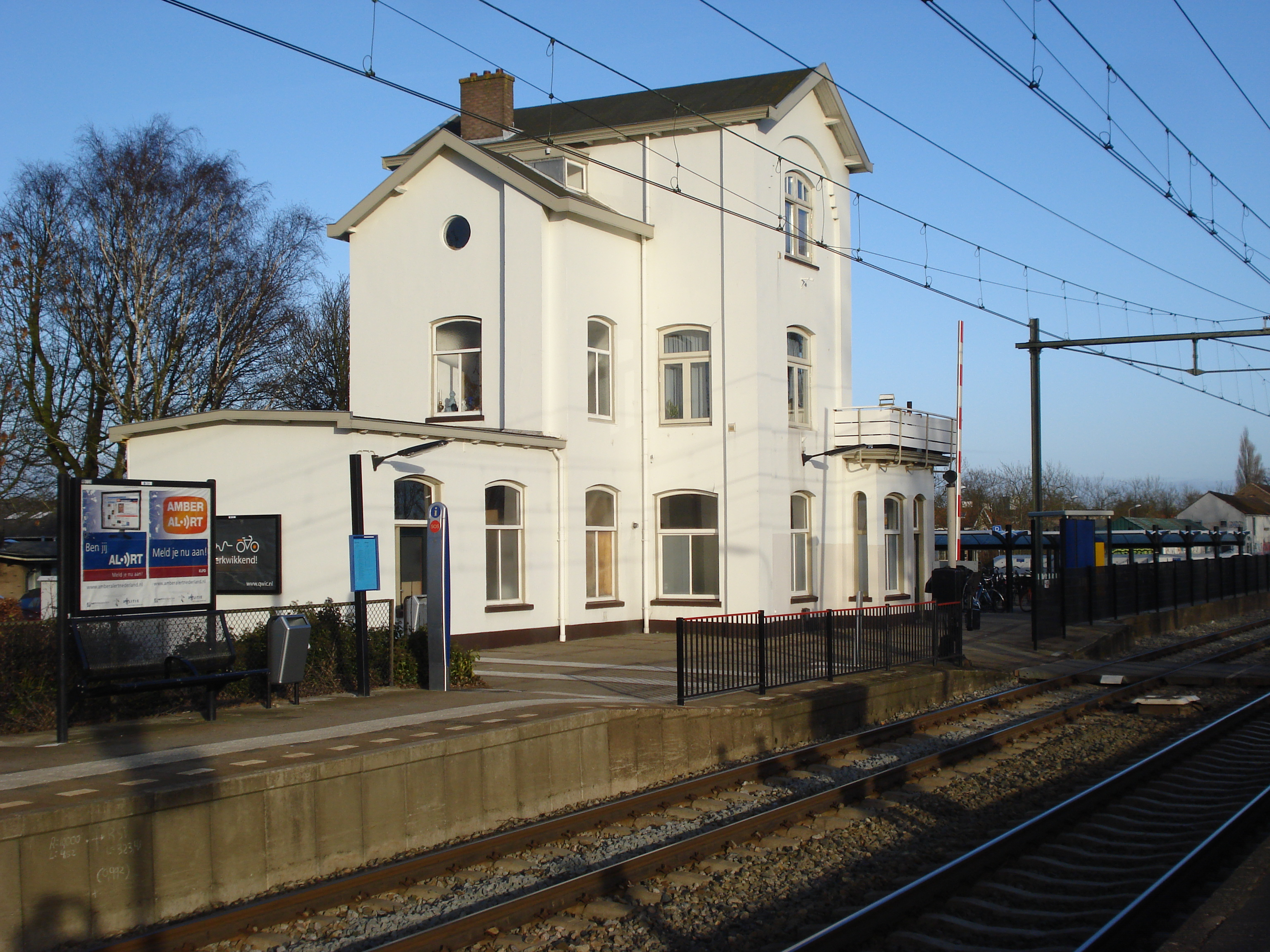
gare NS Kapelle-Biezelinge, côté quais
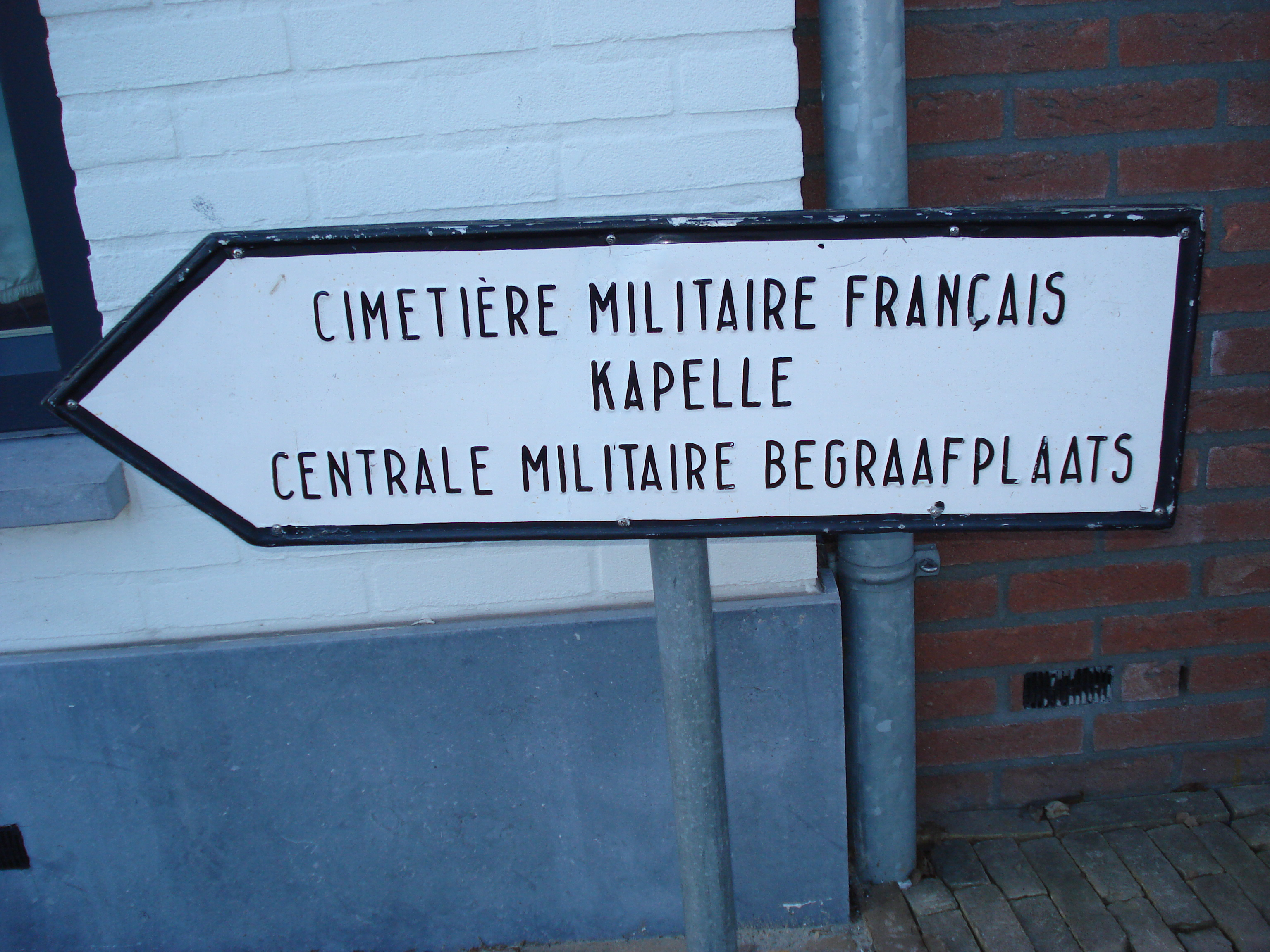
Kapelle, panneau indicateur cimetière militaire français
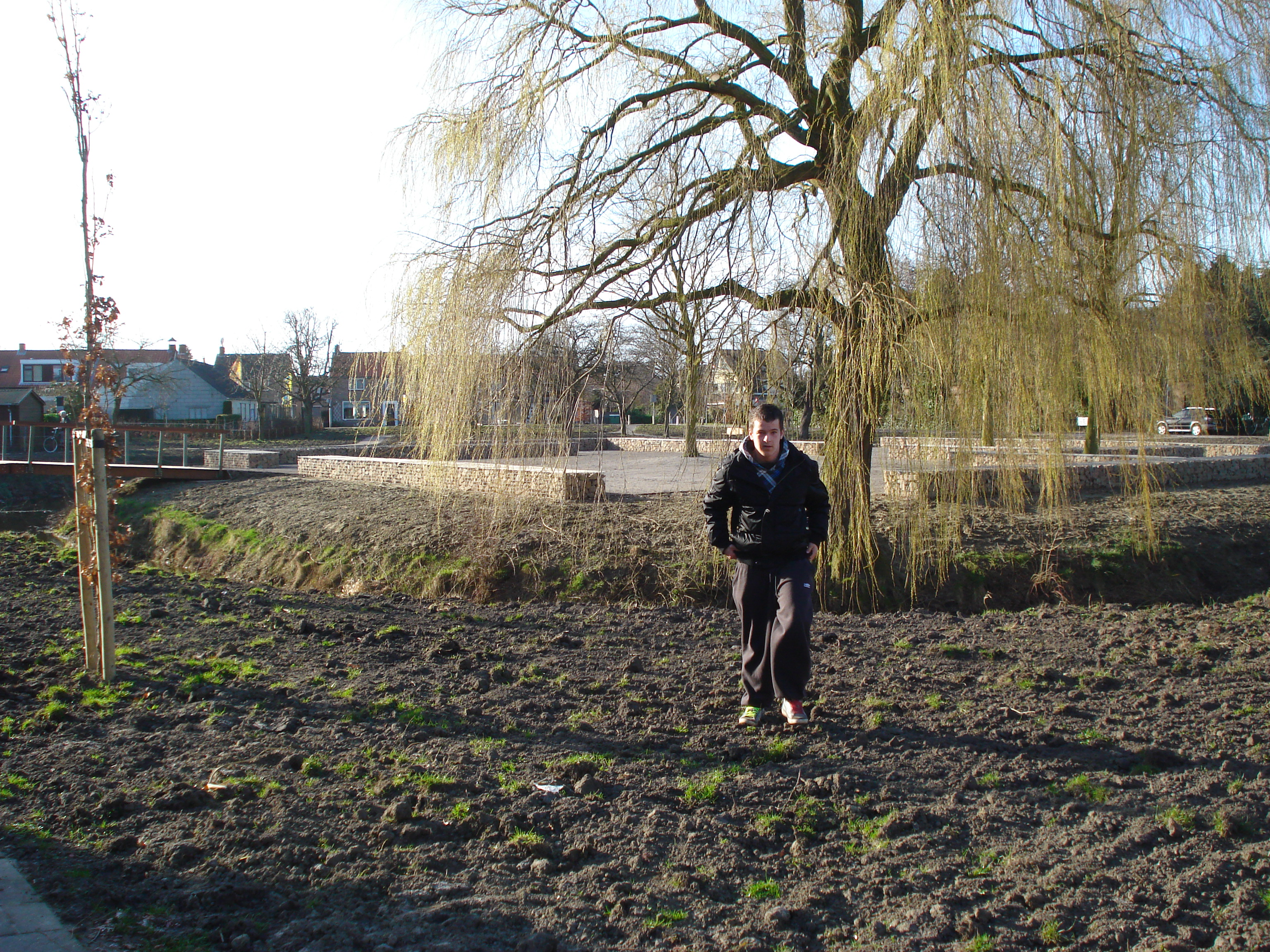
Kapelle, petit parc sur le site d'un des châteaux disparus

## Jumelage
- Orry-la-Ville (France)[2],[3]

## Personnalités liées à la commune
- Jean-Salomon Simon (1908-1945), résistant français, Compagnon de la Libération. Inhumé au cimetière militaire français.